# 2003年巫统大会
2003年巫统大会，又称第54届巫统代表大会，于2003年6月19日至6月21日举行。此次大会是马来西亚执政党巫统史上最备受关注的大会之一，因时任马来西亚首相马哈迪·莫哈末此前已表明将在该年10月引退，而此次大会是他最后一次以巫统主席身份出席及主持开幕。《马来前锋报》和《每日新闻 (马来西亚)》用了大量篇幅报道该大会。

## 出席者
- 阿都拉·巴达威[5]
- 阿莎丽娜[6]

## 轶事
马哈迪在大会第一天发表政策演说劝勉党员及感激党领袖和党员与他共同为国家贡献和奋斗时，回想起22年的种种奋斗过程，无法控制激动的情绪，忍不住以喝水的动作欲掩饰其情绪，哽咽着继续其演词。在喝下第三口水时，马哈迪的眼泪流了下来，使全场开始弥漫着伤感、依依不舍的氛围；一些爱戴、尊重马哈迪的代表，也纷纷擦拭不舍的眼泪。
较后，马哈迪在首日会议结束后的一项记者会澄清他没有哭。他强调，本身强忍眼泪，忍得很辛苦，最后成功忍住眼泪。记者问他伤心是否因为就要离开，他说：“不是。只是在演词后半段为党献上祝福时感到伤感。”